# Tépe
Tépe è un comune dell'Ungheria di 1.172 abitanti (dati 2001). È situato nella contea di Hajdú-Bihar.